# Liwa (Miłomłyn)
Liwa (deutsch Bieberswalde) ist ein Dorf in der polnischen Woiwodschaft Ermland-Masuren, das zur Stadt-und-Land-Gemeinde Miłomłyn (Liebemühl) im Powiat Ostróda (Kreis Osterode) gehört.

## Geographie
Liwa liegt linksseitig des Oberländischen Kanals (polnisch: Kanal Elbląski) im Süden der Stadt Miłomłyn (Liebemühl). Durch den Ort verläuft eine Nebenstraße, die Miłomłyn an der Schnellstraße S 7 mit Boguszewo (Boguschöwen) verbindet und weiter bis zur Landesstraße 16 führt. Innerorts münden drei Straßen ein: von Rogowo (Hornsberg) im Süden, von Lubień (Grünort)und Glimy (Skapenwald) im Osten sowie von Wielimowo (Wilmsdorf) im Nordwesten.

## Geschichte
Das bis 1946 Bieberswalde und vor 1785 auch Liebe genannte Dorf wurde 1681 das erste Mal erwähnt. 
Am 7. Mai 1874 wurde BieberswaldeSitz und namensgebender Ort eines Amtsbezirks, der bis 1945 bestand und zum Kreis Osterode in Ostpreußen, bis 1905 im Regierungsbezirk Königsberg, danach im Regierungsbezirk Allenstein der preußischen Provinz Ostpreußen gehörte. 
Im Jahr 1910 waren 1110 Einwohner in Bieberswalde registriert, nachdem 1885 1.152 Einwohner gemeldet waren. Ihre Zahl blieb fast gleichbleibend bis 1933 bei 1.108 und 1939 bei 1.028.
Aufgrund der Bestimmungen des Versailler Vertrags stimmte die Bevölkerung im Abstimmungsgebiet Allenstein, zu dem Bieberswalde gehörte, am 11. Juli 1920 über die weitere staatliche Zugehörigkeit zu Ostpreußen (und damit zu Deutschland) oder den Anschluss an Polen ab. In Bieberswalde stimmten 780 Einwohner für den Verbleib bei Ostpreußen, auf Polen entfielen keine Stimmen.
In Kriegsfolge kam Bieberswalde 1945 zu Polen und erhielt 1946 die polnische Bezeichnung „Liwa“. Das Dorf ist heute Teil der Gmina Miłomłyn im Powiat Ostródzki in der Woiwodschaft Ermland-Masuren, von 1975 bis 1998 Woiwodschaft Olsztyn.

### Amtsbezirk Bieberswalde (1874–1945)
Zum Amtsbezirk Bieberswalde gehörten bei seiner Errichtung zwölf Landgemeinden (LG) bzw. Gutsbezirke (GB). Später kamen ein weiterer Gutsbezirk hinzu:
| Deutscher Name                        | Polnischer Name | Anmerkungen                                         |
| ------------------------------------- | --------------- | --------------------------------------------------- |
| Althütte (GB)                         | Kukła           | 1928 nach Wilmsdorf eingemeindet                    |
| Bieberswalde (LG)                     | Liwa            |                                                     |
| Bogunschöwen (LG) 1938–1945: Ilgenhöh | Boguszewo       |                                                     |
| Gehlfeld, Forst (GB)                  |                 | in den Forstgutsbezirk Liebemühl umgegliedert       |
| Groß Gehlfeld (LG)                    | Gil Wielki      | vor 1910 nach Klein Gehlfeld eingemeindet           |
| Groß Werder (LG)                      | Ostrów Wielki   |                                                     |
| Grünort, Forst (GB)                   | Lubień          | in den Forstgutsbezirk Liebemühl umgegliedert       |
| Hornsberg (GB)                        | Rogowo          | 1928 in die Landgemeinde Bieberswalde eingegliedert |
| Klein Gehlfeld (LG)                   | Gil Mały        |                                                     |
| (Klein) Wilmsdorf (LG)                | Wielimowo       |                                                     |
| Pillauken (Forst)                     | Piławki         | 1908 in den Amtsbezirk Prinzwald umgegliedert       |
| Sallewen (LG)                         | Zalewo          |                                                     |
| Später dazugekommen:                  |                 |                                                     |
| Taberbrücker Heide, Forst (GB)        |                 |                                                     |

Am 1. Januar 1945 gehörten noch sechs Gemeinden zum Amtsbezirk Bieberswalde: Bieberswalde, Groß Werder, Ilgenhöh, Klein Gehlfeld, Sallewen und Wilmsdorf.

## Religionen
Vor 1945 war der größte Teil der Bieberswalder Bevölkerung evangelischer Konfession. Das Dorf gehörte zum Kirchspiel der Pfarrkirche Liebemühl (polnisch: Miłomłyn) im Kirchenkreis Osterode (Ostróda) innerhalb der Kirchenprovinz Ostpreußen der Kirche der Altpreußischen Union. Katholische Kirchenglieder waren der Kirche Osterode im Bistum Ermland zugeordnet.
Heute steht entsprechend dem hohen Anteil der Bevölkerung in Liwa eine römisch-katholische Pfarrkirche, die am 29. März 1983 ihre Weihe empfing. Die Pfarrei Liwa gehört zum Dekanat Miłomłyn (Liebemühl) im Bistum Elbląg (Elbing). Der Pfarrei zugeordnet sind die Orte: Bynowo (Bienau), Dębinka (Schönaich), Gil Mały (Klein Gehlfeld), Gil Wielki (Groß Gehlfeld), Kukła (Althütte), Ligi (Liegen), Lubień (Grünort), Ostrów Wielki (Groß Werder), Rogowo (Hornsberg), Wielimowo (Wilmsdorf) und Zalewo (Sallewen).
Hier lebende evangelische Kirchenglieder sind nun in die Pfarrei Ostróda (Osterode) eingegliedert, die zur Diözese Masuren der Evangelisch-Augsburgischen Kirche in Polen gehört.

## Söhne und Töchter des Ortes
- Otto Klung (1893–1968), deutscher Medienkaufmann